# Mycomya echinata
Mycomya echinata är en tvåvingeart som beskrevs av Garrett 1924. Mycomya echinata ingår i släktet Mycomya och familjen svampmyggor. Inga underarter finns listade i Catalogue of Life.